# Якобсон, Пётр Васильевич
Пётр Васильевич Якобсон (1890—1973) — инженер-механик, специалист в области тепловозостроения.

## Биография
Родился в 1890 году в Красноярске.
В 1914 году окончил Петроградский политехнический институт, работал на механическом заводе.
С 1918 года — в НКПС. С 1921 года под руководством Ю. В. Ломоносова работал в составе Российской железнодорожной миссии за границей (Германия, Швеция).
В 1925—1932 годах главный инженер тепловозной базы в Люблино. Одновременно преподавал в МЭМИИТе, доцент.
С 1932 года — в аппарате НКПС.
С 1945 года в Центральном тепловозном отделе НКПС СССР (МПС СССР) (1951 — главный инженер). С 1954 года научный сотрудник ВНИИ железнодорожного транспорта.
С 1966 года на пенсии.
Участвовал в создании и производстве тепловозов ТЭ1, ТЭ2, ТЭ3.
Кандидат технических наук.
Сочинения:
- История тепловоза в СССР [Текст] / Канд. техн. наук П. В. Якобсон, лауреат Сталинской премии. — Москва : Трансжелдориздат, 1960. — 212 с., 3 л. черт. : ил.; 23 см.
- Тепловоз : пособие для тепловоз. бригад и учащихся / П. В. Якобсон. — М. ; Л. : Гострансиздат, 1932. — 246, [1]с.

## Награды и премии
- Сталинская премия второй степени (1952) — за создание конструкции и организацию серийного выпуска магистральных тепловозов ТЭ-2
- орден Трудового Красного Знамени
- медали
- Почётный железнодорожник